# Rovigo Calcio
Rovigo Calcio là một câu lạc bộ bóng đá Ý có trụ sở tại Rovigo, Veneto.

## Lịch sử
Câu lạc bộ được thành lập vào năm 1893.
Trong mùa giải 2005-06 Serie D, Rovigo đạt vị trí đầu tiên ở Girone D, giành chiến thắng thăng hạng trực tiếp cho Serie C2, trở lại một giải đấu chuyên nghiệp lần đầu tiên sau 56 năm.
Trong mùa giải 2006-07 Serie C2, đội đã kết thúc thứ 6 tại Girone B, thiếu 2 điểm để có cơ hội tham gia vòng play-off thăng hạng.
Trong mùa giải 2007-08 của Serie C2, Rovigo kết thúc thứ 16 tại Girone B, và bị buộc phải chơi ở vòng playoff xuống hạng. Là đội được xếp hạng thấp hơn, Rovigo đã bị xuống hạng ở Serie D sau khi trận lượt đi và về của đội với Castelnuovo được đặt ở vị trí thứ 15 kết thúc trong trận hòa 3-3 chung cuộc Tuy nhiên, đội được chọn ở lại Serie C2, bây giờ được gọi là Lega Pro Seconda Divisione, để lấp đầy một trong chín vị trí.
Trong mùa giải 2008-09 của Lega Pro Seconda Divisione, Rovigo kết thúc thứ 18 và cuối cùng ở Girone B, và được xuống hạng trực tiếp tại Serie D.
Vào mùa hè năm 2011, đội không kháng cáo việc loại trừ Covisod khỏi Serie D và do đó đã bị loại khỏi tất cả bóng đá. Năm 2012 Lape Ceregnano của Ceregnano chuyển đến Rovigo và lấy tên ASD Rovigo LPC

## liên kết ngoài
- (tiếng Ý) Trang web chinh thưc Lưu trữ ngày 14 tháng 6 năm 2018 tại Wayback Machine
- (tiếng Ý) Bài viết về chương trình khuyến mãi Rovigo 2005/2006 tại Serie C2 Lưu trữ ngày 11 tháng 3 năm 2007 tại Wayback Machine